# Simon (1980)
Simon is een Amerikaanse sciencefiction-komedie uit 1980 onder regie van Marshall Brickman. Hij schreef het verhaal zelf, in samenwerking met Thomas Baum. Acteur Alan Arkin werd voor zijn hoofdrol genomineerd voor een Saturn Award.

## Verhaal
Een groep wetenschappers hersenspoelt psychologieprofessor Simon Mendelssohn (Alan Arkin). Ze proberen zowel hem als de rest van de wereld wijs te maken dat hij van een andere planeet komt. Hij ontsnapt alleen uit hun handen en gaat proberen om de Amerikaanse cultuur te veranderen.

## Rolverdeling
| Acteur           | Personage                   |
| ---------------- | --------------------------- |
| Alan Arkin       | Professor Mikki van der lee |
| Madeline Kahn    | Dokter Cynthia Mallory      |
| Austin Pendleton | Dokter Carl Becker          |
| Judy Graubart    | Lisa                        |
| William Finley   | Fichandler                  |
| Jayant           | Barundi                     |
| Wallace Shawn    | Eric Van Dongen             |
| Max Wright       | Leon Hundertwasser          |
| Fred Gwynne      | Majoor-generaal Korey       |
| Keith Szarabajka | Josh                        |
| Ann Risley       | Pam                         |